# Св. св. Кирил и Методий (Крънджилица)
„Св. св. Кирил и Методий“ е православна църква в петричкото село Крънджилица, област Благоевград, България. Храмът принадлежи към Неврокопската епархия на Българската православна църква.

## История
В 1911 година в село Крънджилица е осветена църквата „Св. св. Кирил и Методий“, чието строителство приключва само за една година. Първият свещеник на храма е отец Димитър Чиплаковски от Берово, който служи тук от 1911 до 1917 година.
В архитектурно отношение храмът представлява трикорабна псевдобазилика с полуцилиндрична апсида, женско отделение и допълнително пристроена малка камбанария. Стенописната украса е дело на Банската художествена школа.